# Citybanan
Citybanan — это железнодорожный туннель, проходящий под центром Стокгольма. Туннель используется для поездов пригородной железной дороги Стокгольма. Длина туннеля составляет 7,4 километра (4,6 миль), дорога двухпутная и электрифицированная. Сооружены две подземные станции — Stockholm City, которая расположена непосредственно под центральной станцией метро Т-Сентрален и имеет пересадку на неё, и Odenplan, рядом с одноимённой станцией метро Уденплан. На двух станциях железнодорожного туннеля Citybanan установлены платформенные раздвижные двери.
Туннель позволил разгрузить центральный железнодорожный вокзал, на который приходит около 80 % железнодорожных пассажирских маршрутов. Особенно сильный дефицит был в южном направлении, где имеется только одна двухпутная дорога Поезда пригородной железной дороги составляли около двух третей этого объёма, и вывод их в отдельный туннель сильно разгрузил центральный вокзал. Основная часть туннеля проложена через скальный грунт; подводный туннель построен методом погружения.
- Станция Stockholm City[англ.] тоннеля Citybanan.
- Станция Odenplan[швед.] тоннеля Citybanan.

- Координаты южного портала туннеля: 59°18′54″ с. ш. 18°04′04″ в. д.HGЯO
- Координаты северного портала туннеля: 59°20′57″ с. ш. 18°01′09″ в. д.HGЯO